# 우사 (신화)
우사(雨師)는 단군 신화에 등장하는 비의 신이다.

## 기록
- <삼국유사>에 따르면 환웅 천왕을 따라 풍백(風伯), 운사(雲師)와 3천의 무리가 신단수(神檀樹)에 내려왔다는 기록이 있다.

## 같이 보기
- 단군
- 참성단